# طرق رود
طرق‌ رود هي مدينة في مقاطعة نطنز، إيران. عدد سكان هذه المدينة هو 1,749 في سنة 2016.